# Cornelius Schwehr
Cornelius Schwehr (* 23. Dezember 1953 in Freiburg im Breisgau) ist ein deutscher Komponist.

## Leben
Von 1971 bis 1975 nahm er Kompositionsunterricht bei Walter Heck in Freiburg. Es folgte ein Studium von 1975 bis 1981 in den Fächern Theorie bei Peter Förtig, Komposition bei Klaus Huber und Gitarre bei Denise Lavenchy an der Hochschule für Musik Freiburg. Von 1981 bis 1983 studierte er Komposition bei Helmut Lachenmann an der Hochschule für Musik und Darstellende Kunst Stuttgart. Von 1981 bis 1995 war er Dozent in Freiburg, Karlsruhe und am Konservatorium Winterthur. Er war Stipendiat der Heinrich-Strobel-Stiftung und der Kunststiftung Baden-Württemberg. 
Von 1995 bis 2020 lehrte er als Professor für Komposition, Musiktheorie sowie Filmmusik an der Freiburger Musikhochschule.
Er schrieb viele Werke für unterschiedlichste Besetzungen und Instrumente. Als Komponist für Filmmusik war er u. a. an mehreren Filmen von Didi Danquart beteiligt, darunter Der Pannwitzblick (1991) und Bittere Kirschen (2011). Im Auftrag von ZDF/Arte komponierte er eine neue Filmmusik für den Stummfilm Der müde Tod von Fritz Lang, die 2016 uraufgeführt und in Arte gesendet wurde.
Seit 2009 ist er Mitglied der Akademie der Künste Berlin.

## Filmografie (Auswahl)
- 1990: Der Pannwitzblick
- 1999: Viehjud Levi
- 2000: Tatort – Der schwarze Ritter
- 2003: Tatort – Schöner sterben
- 2011: Bittere Kirschen
- 2014: Zeit der Kannibalen
- 2016: Goster

## Auszeichnungen
- Filmkunstfest Mecklenburg-Vorpommern: Beste Musik- und Tongestaltung für Zeit der Kannibalen[4][5]